# Paul Cocat
Paul Cocat, né le 15 juillet 1871 à Grenoble, et mort le 15 mars 1947 dans la même ville, est un avocat et un homme politique français.

## Biographie

### Études
Paul Cocat étudie le droit et est inscrit dès 1897 au tableau de l'ordre des avocats de Grenoble. En 1898 il soutient sa thèse de doctorat en droit à la Faculté de droit et sciences économiques de l'Université de Grenoble.

### Service à Grenoble
Trois fois bâtonnier de l'ordre des avocats de Grenoble, administrateur des hospices, élu conseiller municipal en 1904, réélu sur une liste d'alliance entre les radicaux et la droite, il devient maire de Grenoble en mai 1935.
Il poursuit l'œuvre de Paul Mistral et de Léon Martin en aménageant les quartiers neufs du sud de la ville, et autorise de nombreux habitants à exploiter des garages à vélos gardés. Leur location coûte 2 francs pour une heure ou pour la journée.
En 1936, il commence les expropriations des riverains des fortifications de 1880, afin de tracer les grands boulevards qui seront baptisés deux ans plus tard des noms de Vallier, Foch et Joffre. La même année, deux équipements majeurs sont mis en service à Grenoble sous son mandat, le stade Charles-Berty et l'Aéroport de Grenoble-Mermoz. Paul Cocat poursuit l'urbanisation des grands boulevards avec la réalisation de quelques immeubles vers la place Pasteur, dont la Maison des étudiants, avant le début de la seconde guerre mondiale.

#### Durant la Seconde Guerre Mondiale
Il est reconduit dans ses fonctions après l'armistice de 1940, par un arrêté ministériel du 3 mai 1941.
En 1941, la ville ouvre son second cimetière, celui du Grand sablon. Il doit accueillir Pétain en visite à Grenoble le 19 mars 1941.
En juillet 1942, les bronzes (griffons et tritons) du monument des trois ordres situé place Notre-Dame partent à la fonte. Paul Cocat s'y oppose en vain. Ils sont restaurés après la guerre à partir de copies conservées et de photographies. La même année, il fait face pour la première fois depuis 1815 à une occupation militaire de la ville : la 4e armée italienne du général Castiglioni s'installe à Grenoble en novembre 1942, puis elle est remplacée en septembre 1943 par la division allemande du général Karl Pflaum. Paul Cocat est ainsi le maire de Grenoble pendant la Saint-Barthélemy grenobloise.
En 1944, lors de la prise d'otage en juin par la Gestapo, il demande à servir de monnaie d'échange et il est arrêté et retenu dans la caserne De Bonne avec 17 autres personnalités de la région dont Jean Berthoin, futur ministre de l'Intérieur.

#### L'après-guerre
À la libération de la ville, il cède la place le 23 août à Frédéric Lafleur, nommé par le comité départemental de la libération nationale.
Il meurt en 1947 à l'âge de 76 ans. Il est inhumé au cimetière Saint-Roch de Grenoble.

## Hommages et distinctions
- Officier de la Légion d'honneur promu en 1934, Chevalier en 1925[1].

- Une avenue de Grenoble porte son nom depuis 1959[5].